# Moonchild
Moonchild es el primer track del séptimo disco en estudio de la banda británica Iron Maiden, "Seventh Son of a Seventh Son". La canción fue grabada y editada en 1988 antes de la separación de lo que hasta ese entonces sería la alineación clásica del grupo. El tema tiene un significado desconocido, pero que hace referencias a los libros de Crowley, de hecho Moonchild (niña de la luna) dentro de la doctrina del Thelema es conocida como Babalón o la Ramera escarlata citada en esta canción. 

## La Canción
La canción es la número 1 del disco, y dura 5:41. La idea y escritura es atribuida al guitarrista Adrian Smith y al actual vocalista del grupo, Bruce Dickinson.
Luego de la introducción, donde habla de los siete pecados capitales y de la guitarra con sintetizador, entra la batería de Nicko McBrain que desemboca en el nacimiento del séptimo hijo del séptimo varón (seventh son of a seventh son).

## El ritual
El ritual de "El Liber Samekh" de Aleister Crowley (1875–1947) era empleado por La Bestia para lograr comunicarse y obtener conocimiento de su guardián sagrado. Algunas frases de la canción son extremadamente similares a las que aparecen en el ritual.

## Versiones
- Stormlord en el álbum The Gorgon Cult